# Moba (Sprache)
Moba (auch: Moab, Moare, Moa, Ben) ist die Sprache des gleichnamigen Volkes der Moba.
Diese leben vorwiegend in Togo und Burkina Faso. Moba gehört zu den Gur-Sprachen.
Die Angaben zur Anzahl der Sprecher wird auf ungefähr 191.100 (1991) Menschen beziffert. In Togo leben etwa 189.400 (1991) Sprecher, in Burkina Faso rund 1.800 (1991).
In Togo leben die Sprecher des Moba in der Nähe der Orte Dapaong und Bombouaka. In Burkina Faso leben sie vorwiegend in der Provinz Koulpélogo im Departement Ouargaye.
Es besteht eine nahe sprachliche Verwandtschaft zur Sprache Bimoba in Ghana, die jedoch nur sehr eingeschränkt verstanden wird.